# آسفیلرز
آسفیلرز (به فرانسوی: Assevillers) یک منطقهٔ مسکونی در فرانسه است که در canton of Chaulnes واقع شده‌است. آسفیلرز ۵٫۴۷ کیلومتر مربع مساحت و ۲۸۸ نفر جمعیت دارد و ۸۷ متر بالاتر از سطح دریا واقع شده‌است.